# Telewizja Polska
Telewizja Polska S.A., nota attraverso l'acronimo TVP, è un'azienda pubblica polacca, interamente controllata dal Ministero delle finanze polacco, responsabile della telediffusione di Stato della Polonia. Gestisce 21 emittenti televisive.
Dal 1993 è membro dell'Unione europea di radiodiffusione (UER) insieme a Polskie Radio.

## Storia
I primi lavori per la creazione di un'emittente televisiva in Polonia iniziarono nel 1935 nell'Istituto Statale delle Telecomunicazioni a Varsavia e negli studi della Radio Polacca. La prima trasmissione sperimentale mandata in etere avvenne nel 1937, però questi esperimenti vennero interrotti per via dello scoppio della Seconda guerra mondiale. Si tornò alle sperimentazioni televisive nel 1947.
Nel 1952 venne allestito il primo studio per il quale fu creato un gruppo per la conduzione dei programmi. Il primo programma venne emesso, sul canale TVP (oggi TVP1) il 25 novembre 1952. Tre mesi dopo - il 23 gennaio 1953 - iniziarono le prime trasmissioni regolari di mezz'ora alla settimana. Un anno dopo, il 22 gennaio 1954, venne aperto un altro studio per un programma con un gruppo di giornalisti. Questo programma, agli inizi, venne mandato in onda una volta a settimana e, dal 1º novembre 1955, tre volte. Quando si ufficializzò la prima rete chiamata WOT (Warszawski Ośrodek Telewizyjny), il 30 aprile 1956 aumento l'accessibilità della visione di questo canale a un maggior numero di persone. La copertura della stazione fu di circa 55 chilometri. WOT veniva emesso 5 volte alla settimana. Il 1º maggio 1956 venne installata un'antenna sul Palazzo della Cultura e della Scienza alta 227 metri. Solo il 1º febbraio 1961 la trasmissione divenne quotidiana. 
Il 2 ottobre 1970 iniziarono le trasmissioni di un secondo canale pubblico chiamato TVP2 e si dedicò fino ad oggi alla trasmissione di eventi culturali e di divertimento il quale, l'anno dopo, venne adottato il sistema francese a colori SÉCAM, mentre il 1º novembre 1975 venne costruita un'antenna per la comunicazione satellitare.
Nel 1993 entra nell'Unione europea di radiodiffusione (UER).
Nel 2016 viene lanciato TVP3, con spazi dedicati alle programmazioni locali dei vari voivodati del paese.

## Attività dell'emittente
TVP gestisce altre 21 emittenti televisive:
- TVP1, primo canale dell'azienda con un palinsesto generalista incentrato sull'informazione e la trasmissione di film e fiction televisive.
- TVP2, secondo canale dell'azienda incentrato su trasmissioni di cultura e intrattenimento polacco, europeo ed internazionale.
- TVP3, terzo canale dell'azienda, dedicato ai voivodati, trasmette prevalentemente telegiornali, di cui uno diverso in base al voivodato e uno nazionale, ed altri programmi d'intrattenimento.
- TVP Info, emittente all-news.
- TVP Polonia, emittente generalista dedicata alla diaspora polacca con una programmazione basata sulle prime tre emittenti statali con sottotitoli in inglese.
- Biełsat TV, emittente in lingua bielorussa.
- TVP Wilno, emittente dedicata ai polacchi residenti in Lituania.
- TVP Sport, canale incentrato sullo sport.
- TVP Kultura, emittente dedicata alla cultura ed in particolare all'arte attraverso la trasmissione di documentari e programmi d'intrattenimento correlati.
- TVP Rozrywka, canale dedicato alla recitazione comica e cabarettistica.
- TVP ABC, canale dedicato ai bambini.
- TVP Seriale, emittente che trasmette prevalentemente serie televisive.
- TVP HD, canale generalista in alta definizione.
- TVP Historia, emittente dedicata alla storia.
- TVP Parlament, emittente riservata alla trasmissione delle sedute dell'Assemblea nazionale.
- TVP World, canale all-news in lingua inglese.
- TVP 4K, canale incentrato sullo sport con la trasmissione degli eventi sportivi in 4K.
- TVP Dokument, canale dedicato alla trasmissione di documentari.
- TVP Kobieta, canale d'intrattenimento indirizzato principalmente alle spettatrici.
- TVP Kultura 2, canale dedicato alla cultura.
- TVP Historia 2, canale dedicato alla storia.
- TVP ABC 2, canale dedicato ai bambini.
- Jasna Góra TV, canale dedicato alla religione.
- Alfa TVP
- TVP Nauka

Canali del passato
- Tylko Muzyka, canale dedicato alla musica.
- TVP Regionalna, canale dedicato all'attualità regionale.
- TVP ESZKOŁA, canale dedicato all'educazione.
- TVP ESZKOŁA Domowe Przedszkole
- TVP3 (2000-2007), canale dedicato all'attualità regionale.
- TVP INFO (2007-2013), canale dedicato all'attualità regionale.
- Poland IN, canale dedicato all'attualità mondiale.
- TVP 4K (2018, 2021, 2022)
- iTVP
- TVP Telewizja Naziemna
- TVP Żagle, canale dedicato alla Hybrydowy Platforma Hybrydowa TVP.
- TVP Bieszczady, canale dedicato alla Hybrydowy Platforma Hybrydowa TVP.
- TVP 25 Lat Wolności, canale dedicato alla Hybrydowy Platforma Hybrydowa TVP.
- TVP Zdrowo i ze smakiem, canale dedicato alla Hybrydowy Platforma Hybrydowa TVP.
- TVP Festiwal Dwa Teatry Sopot 2014, canale dedicato alla Hybrydowy Platforma Hybrydowa TVP.
- TVP Regionalna Śladami Jana Pawła 2 , canale dedicato alla Hybrydowy Platforma Hybrydowa TVP.